# Droit d'auteur en Côte d'Ivoire
Le droit d'auteur en Côte d'Ivoire est l'ensemble des droits exclusifs dont dispose un auteur sur les œuvres de l'esprit en Côte d'Ivoire. Il a été réglementé par la loi du 25 juillet 1996 relative à la protection des œuvres de l'esprit.

## Droit d'auteur
Le droit d'auteur protège les œuvres de l'esprit originales, et notamment les œuvres de l'esprit. L’enregistrement de l’œuvre est  nécessaire pour qu’elle bénéficie de la protection du droit d’auteur.

### Droits accordés
Le droit moral de l’auteur comprend le droit exclusif de divulguer l’œuvre et de fixer les conditions de cette divulgation, ainsi que le droit de défendre l’intégrité de l’œuvre et de revendiquer la paternité, y compris s'il utilise un pseudonyme. Les droits moraux sont attachés à la personne de l’auteur. Ils sont perpétuels, inaliénables et imprescriptibles. Au décès de l’auteur, ses droits sont transmissibles à ses héritiers ou légataires.
Les droits patrimoniaux de l’auteur sur son œuvre consistent en le droit exclusif d’autoriser l’exploitation de l’œuvre sous quelque forme que ce soit, et d’en tirer un profit pécuniaire. Le droit d’exploitation comprend le droit de représentation, le droit de reproduction et le droit de suite. Les droits patrimoniaux sont accordés pour une durée de 99 ans à compter de la mort de l'auteur, ce qui lui confère une protection particulièrement longue en comparaison des législations des autres pays.

### Exceptions au droit d'auteur
L'œuvre licitement divulguée peut être utilisée sans l’autorisation du titulaire du droit d’auteur pour :
- Les représentations ou exécutions privées effectuées exclusivement dans un cercle de famille, si elles ne donnent lieu à aucune forme de recette    ;

- Les reproductions, traductions et adaptations destinées à un usage strictement personnel et privé, et non destinées à une utilisation collective, à l’exception toutefois des œuvres d’art ;

- Les analyses, les revues de presse, les courtes citations justifiées par leur caractère critique, polémique, pédagogique, scientifique ou d’information.

## Droits voisins du droit d'auteur
L’artiste-interprète a le droit au respect de son nom, de sa qualité, et de son interprétation. Ce droit inaliénable et imprescriptible est attaché à sa personne. Il est transmissible à ses héritiers. La reproduction et la communication au public de la prestation d'un artiste-interprète sont soumises à son autorisation. La reproduction et la commercialisation des phonogrammes et des vidéogrammes sont soumises à l’autorisation préalable du producteur.

## Conventions internationales
La Côte d'Ivoire a adhéré à la Convention de Berne pour la protection des œuvres littéraires et artistiques, à la Convention universelle sur le droit d'auteur, ainsi qu'à l'accord sur les ADPIC.